# Bo-Kaap
Bo-Kaap er et område i Cape Town i Sydafrika. Bo-Kaap er tidligere kendt som Malajkvarteret. Grundlæggende er der tale om en township, som ligger på skråningen af Signal Hill oven for bycenteret og er centrum for kapmalajernes kultur i Cape Town. Nurul Islam-moskeen fra 1844 findes i området.
Bo-Kaap er traditionelt et multikulturelt område, der er rig på historie og kendt for sine romantiske, brolagte gader og huse i livlige farver.
33°55′15″S 18°24′45″Ø / 33.92083°S 18.4125°Ø